# Torre (informática)

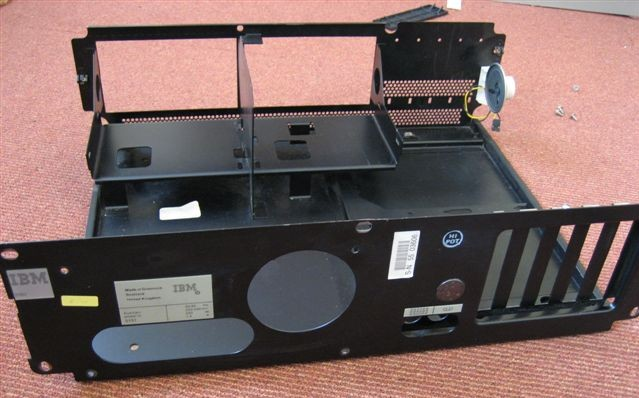
Chasis del IBM PC 5150 original.

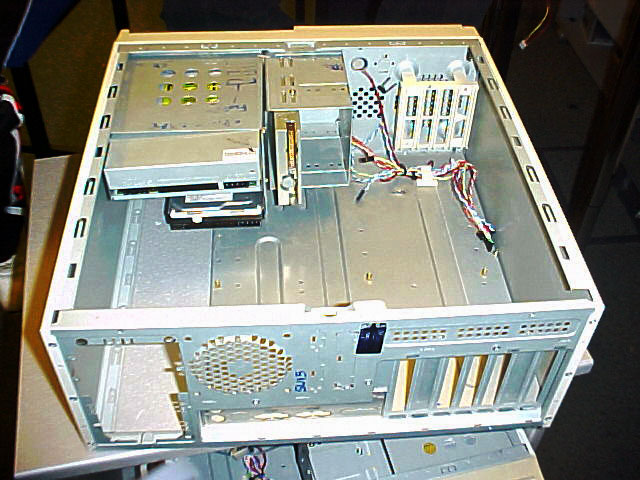
Chasis de una minitorre ATX. Nótese la unidad óptica en vertical ocupando el espacio de tres unidades

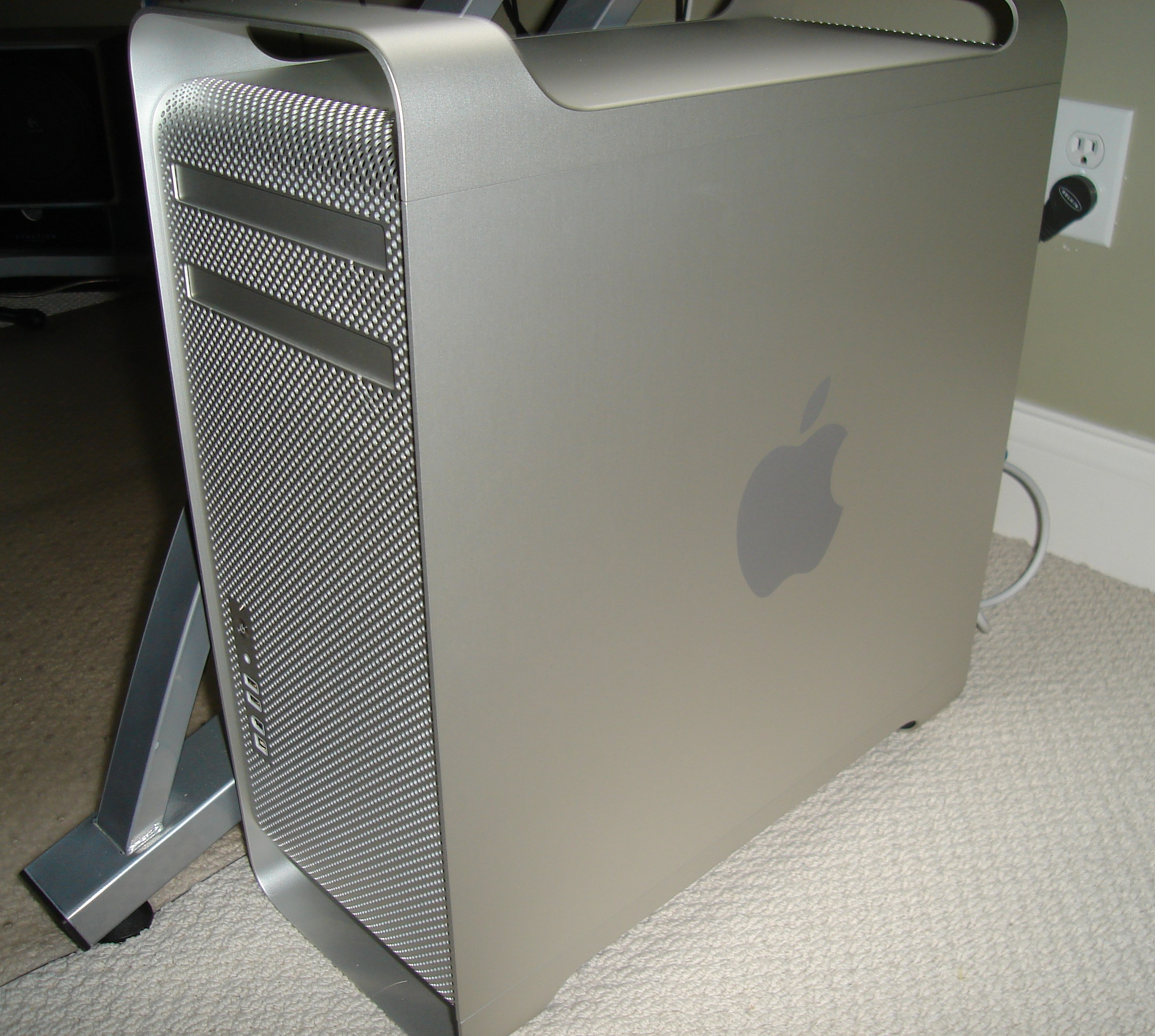
Torre de aluminio Mac Pro G5

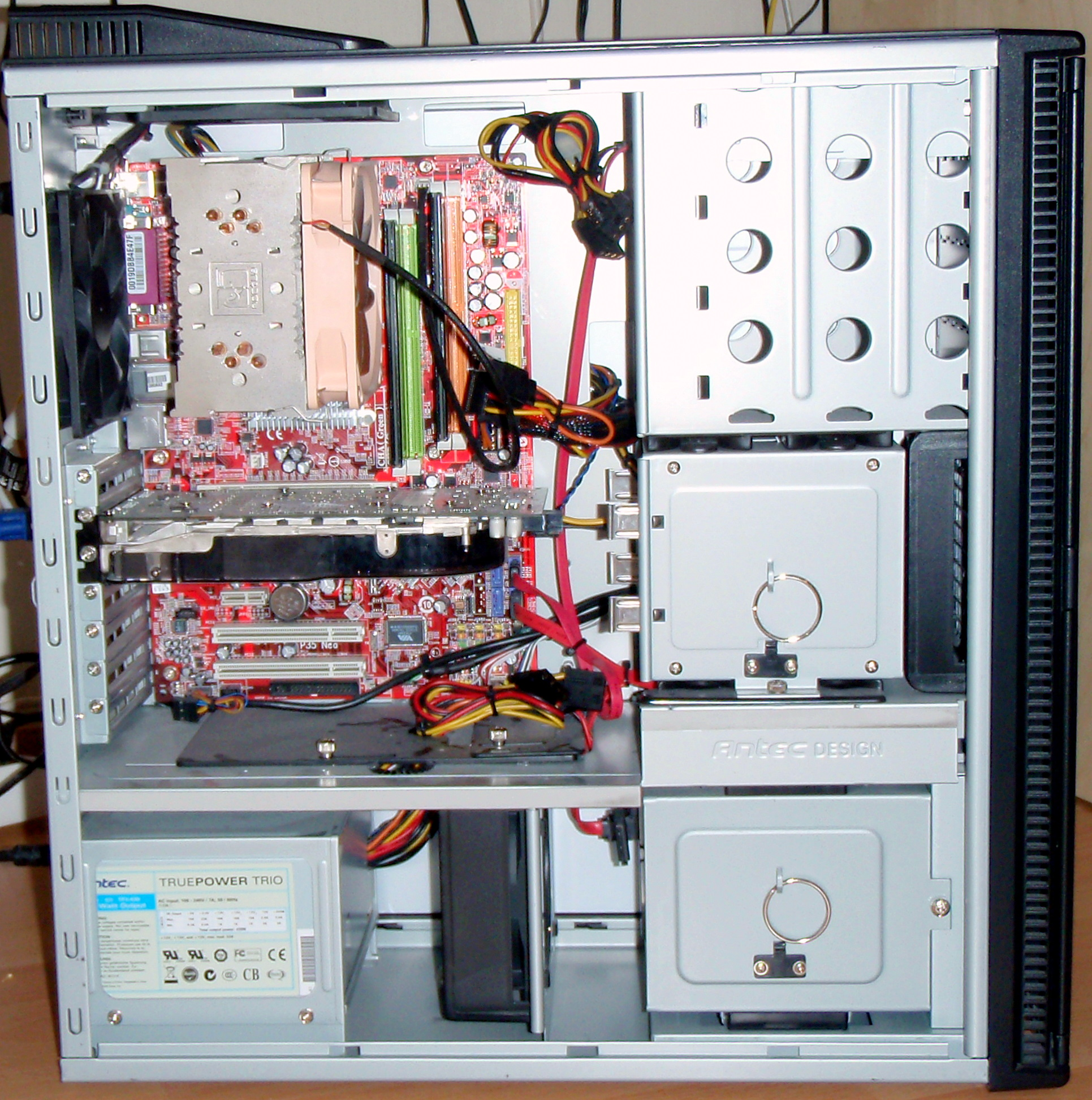
Interior de una carcasa PC de 2008

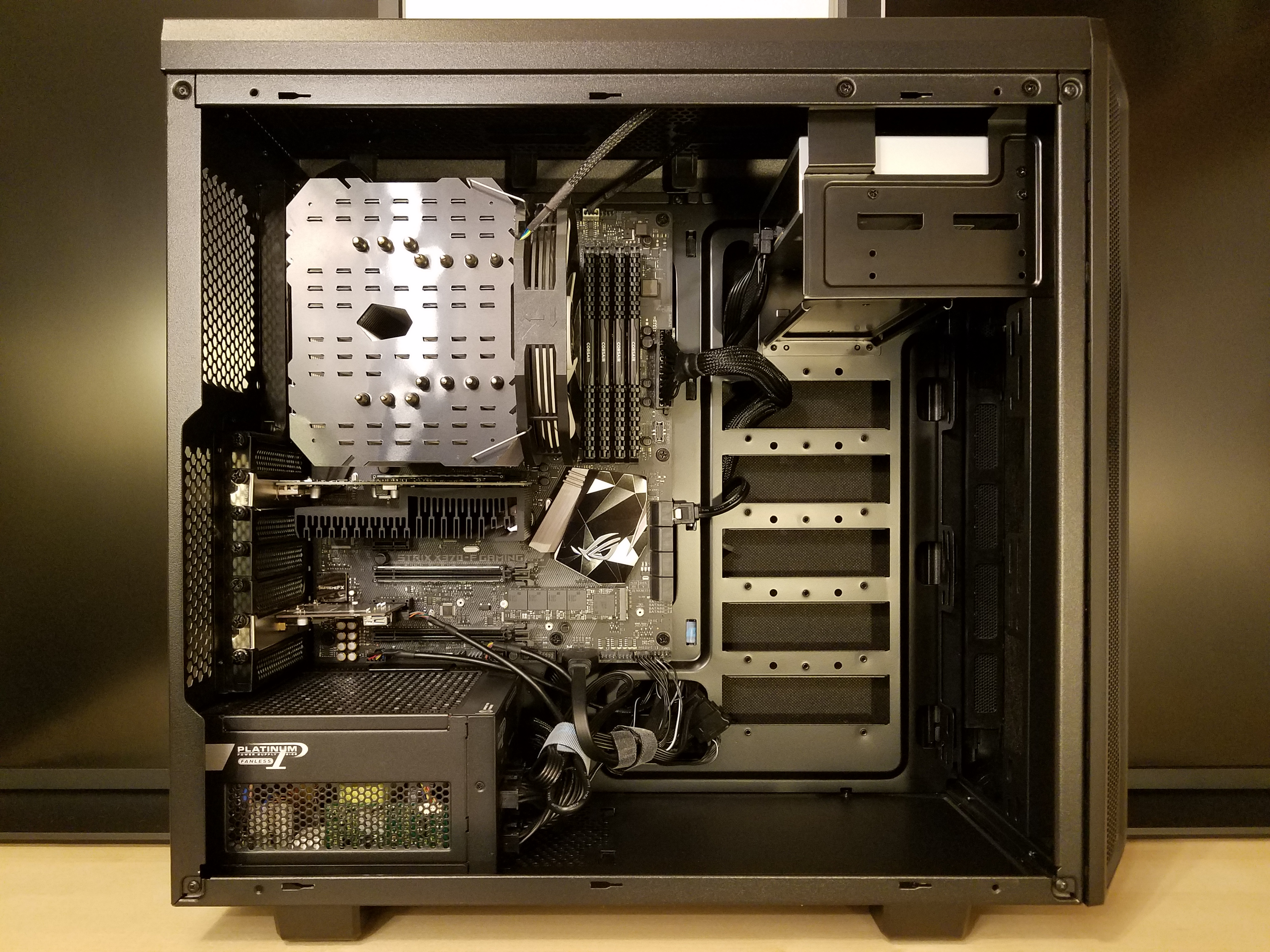
Interior de una carcasa PC de 2018

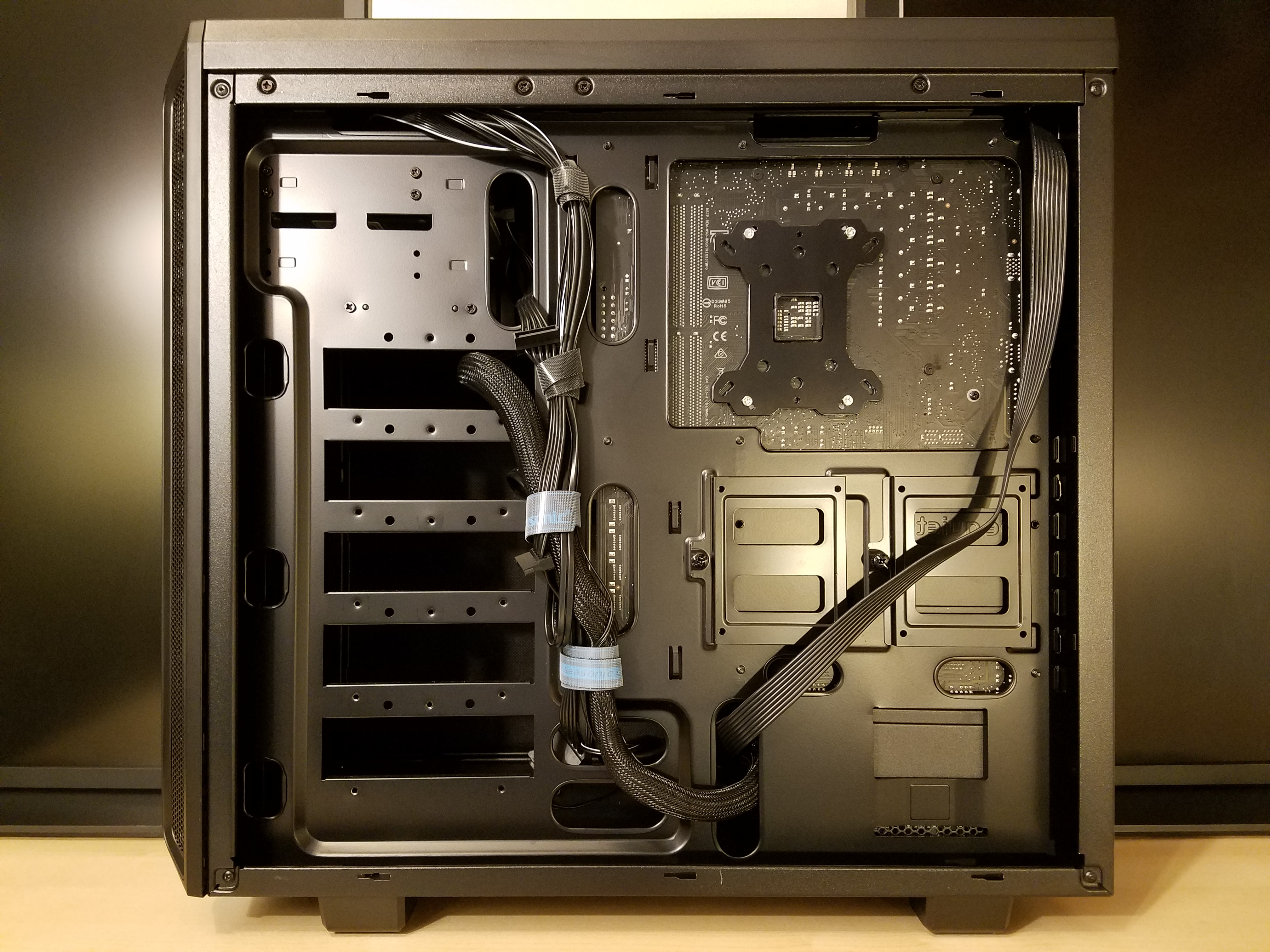
Lado derecho del PC, vemos la placa base con la fijación de la CPU en la parte superior derecha

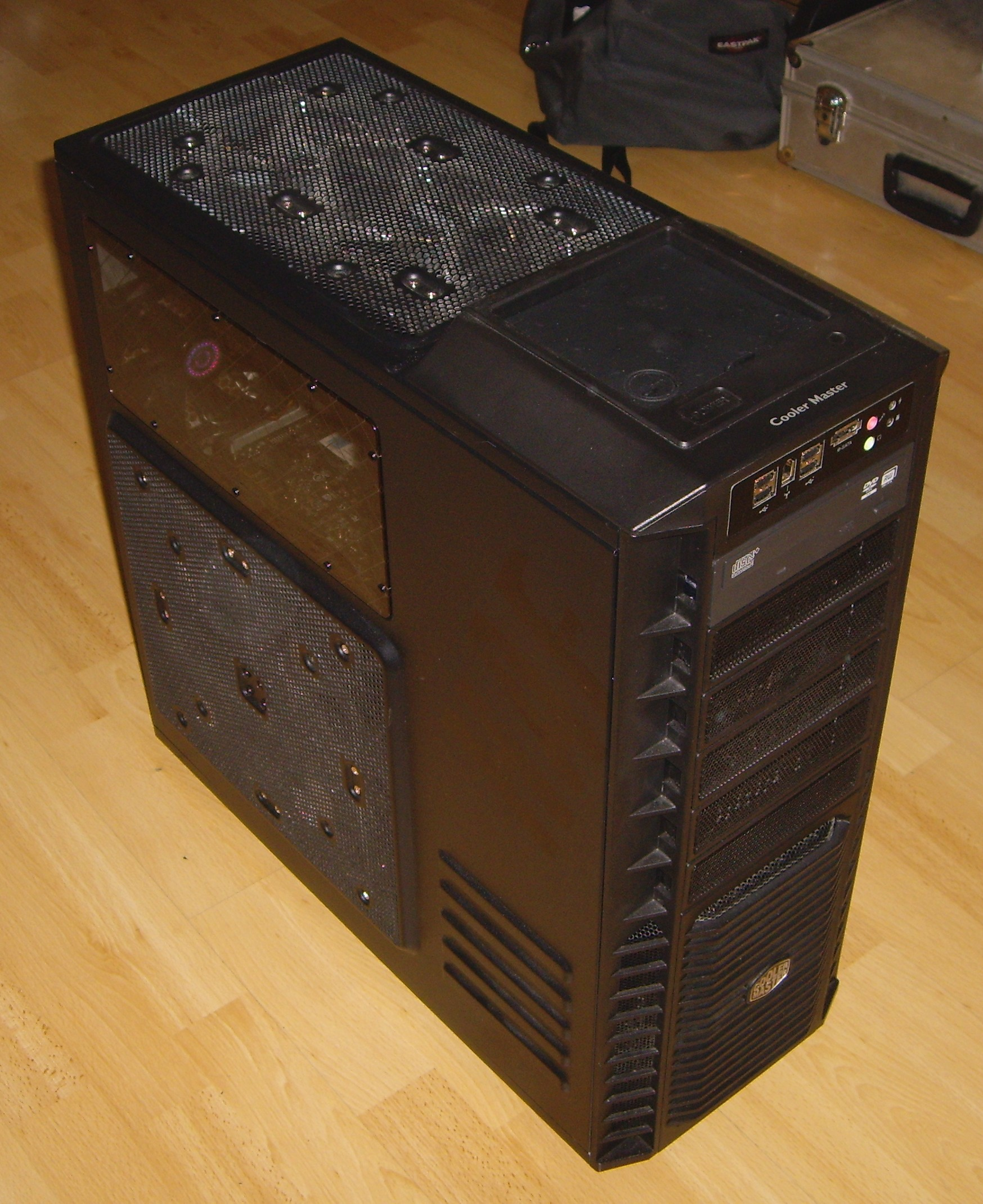
Carcasa de alta gama (Cooler Master HAF 932), con múltiples orificios de ventilación y un diseño original

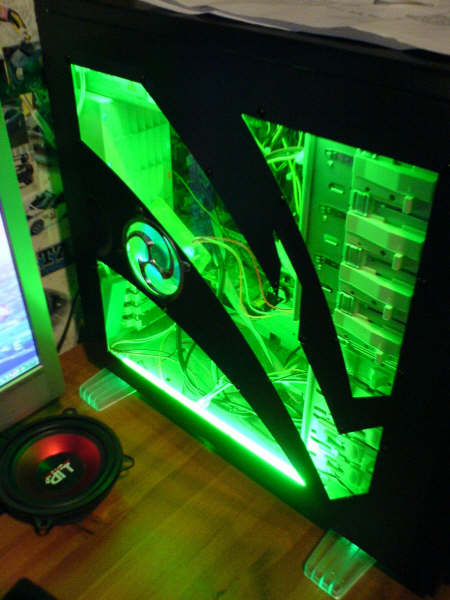
Carcasa PC Pretune

En informática, la torre (del inglés tower), es una variante de caja de computadora caracterizada por situarse de manera vertical. Su altura varía de la de un humano adulto a formatos menores que un libro, aunque no suele pasar del alto de una mesa de trabajo (gran torre) o la mitad o menos (minitorres).

## Historia
Los primeros modelos evolucionaron de situar la caja de los IBM Personal Computer/AT en soportes verticales de ruedas para liberar el espacio de la mesa. Las primeras versiones situaban las dos bahías de 5,25" en vertical incluyendo una bahía de 3,5" en horizontal (por ejemplo una de las primeras torres AT de Investrónica o los modelos torre de los IBM Personal System/2), pero pronto se repara en que el formato es el más adecuado para albergar arrays de discos duros SCSI dejando espacio para la fuente de alimentación y la placa madre.
La aparición del factor de forma Baby AT, generalizado en los clones, hace que se comience a hacer lo mismo con el formato sobremesa compacto. De este modo nacen los dos formatos más extendidos por entonces : el formato gran torre AT (6 o más bahías de 5,25 y 2 o más de 3,5) y el formato minitorre AT (dos de 5,25 y 2 de 3,5). Los ensambladores de clones pueden así acceder con comodidad a todos los componentes del ordenador.
Entre 1990 y 1995 van desplazando el formato de escritorio, que se refugia en medias alturas con diferentes tamaños, llamados genéricamente perfil bajo y que sitúan las placas en vertical mediante placas hijas que se conectan en las ranuras, o placas madre custom.
El abaratamiento de costes hace también migrar a la mayoría de fabricantes de cajas a Asia. Los frontales en cambio pasan con rapidez al plástico por la facilidad para cambiarlos y personalizarlos para los ensambladores. Es curioso que mientras que tornillos, cables, ranuras de fijación, hasta los protectores de la ranuras, se van estandarizando, no se alcanza un estándar en los protectores de las bahías vacías u ocupadas por unidades internas, siendo la única parte que no se puede intercambiar entre los diferentes fabricantes.
Entre tanto va surgiendo un formato intermedio, la semitorre, con hasta cuatro bahías de 5,25, pensado para los servidores con discos duros IDE (que sólo pueden llegar a las cuatro unidades frente a las 8 o 16 de SCSI) y para los usuarios avanzados que dotan de varias unidades de CD-ROM (sobre todo regrabadoras) a sus equipos.
Dado que en general permanecen inmutables la bahía de media altura (para unidades ópticas modernas) y la fuente de alimentación, esto condiciona el ancho de las torres a una medida fija. Además, el flujo de aire en el interior, con un ventilador opcional en el frontal para absorber aire frío hacia el ventilador de la CPU y que el aire caliente salga por el ventilador de la fuente de alimentación, hace que esta se sitúe en la trasera superior y que cambios en este esquema supongan la incorporación de ventiladores auxiliares.
La aparición de ATX en 1995 supone un cambio total en esta parte del mercado de cajas, pues las minitorres se hacen más profundas debido a que la necesidad de sistemas de ventilación forzada y de los Slot 1 impiden que se siguiera con la profundidad anterior, excepto en equipos con AMD Geode. Esto trae aparejado que el ventilador del frontal pase a ser la opción mayoritaria (algunos discos duros ya requieren de ventilación propia), que se incorpore un segundo ventilador de salida opcional (pero con los huecos presentes en la mayoría de minitorres) y que se acabe incorporando una chimenea de absorción directa de aire en la tapa del lateral, gestionada por los enormes ventiladores usados en los Intel Pentium IV y sus rivales de AMD. Todas las fuentes de alimentación de calidad incorporan un segundo ventilador de entrada en su base, y son seguidas al poco por la mayoría de genéricas con la incorporación de los conectores SATA.
También ganan una bahía de altura, que no perderán hasta que aparezca MicroATX. La posición fija de la zona de conectores hace que mayoritariamente presenten la fuente de alimentación en la zona superior, 
Entretanto se introducen otros materiales como el metacrilato o el aluminio, bien en cajas completas, normalmente por entusiastas del modding, o bien por marcas como Apple Inc.

## Dimensiones de las bahías de disco
La unidades de disquete iniciales del IBM PC eran dos de altura completa (83 mm × 146 mm × 203 mm o 3,25 × 5,25 × 8 pulgadas) pero rápidamente son sustituidas por las de media altura (41,3 mm × 146,1 mm o 1,625 × 5.25 pulgadas) que será el formato mayoritario de las unidades de disco duro, dejando la altura completa a grandes (por entonces) y caras unidades SCSI destinadas a servidores y estaciones de trabajo.
La popularización de la unidad de 3,5 por el Apple Macintosh, hace que se pase de adaptadores para las anteriores a incorporar bahías de 3,5 (en realidad 102 mm × 25 mm o 4 × 1 pulgadas), con un máximo de dos externas (accesibles desde el exterior) y el resto internas.

## Diseño y personalización
El diseño de las primeras torres ha cambiado mucho con el paso de los años. Las primeras torres vendidas en el mercado eran más bien sobrias: forma paralelepípeda y color blanco o crema. Pero se comienzan a fabricar los frontales intercambiables en colores, el color negro comienza a ser el imperante y la popularización del modding trae los laterales con ventana y los componentes con LED y tubos de luz. Se comienza a cubrir las unidades de disquete primero y luego las unidades ópticas con tapas que dejan un acabado liso. Comienzan a pasarse los conectores al frontal o lateral de la torre o a incluirlos en las bahías de 5,25 que no se usan, incluyendo controles adicionales (por ejemplo controladores de los ventiladores o del overcloking de la CPU).
Las minitorres suelen ser las elecciones más abundantes como base para los moddings. Por ejemplo, en el concurso realizado en el Euskal Encounter se utilizaron sendas minitorres para dos de los diseños ganadores, una cabeza de Reina Alien y al año siguiente un Predator.